# سوآنیرانا (تائولانارو)
سوآنیرانا (به لاتین: Soanierana) یک منطقهٔ مسکونی در ماداگاسکار است که در توآلانارو واقع شده‌است. سوآنیرانا ۶۰۶ کیلومتر مربع مساحت و ۹٬۰۰۰ نفر جمعیت دارد و ۳۵ متر بالاتر از سطح دریا واقع شده‌است.